# Mai 1968 in Frankreich

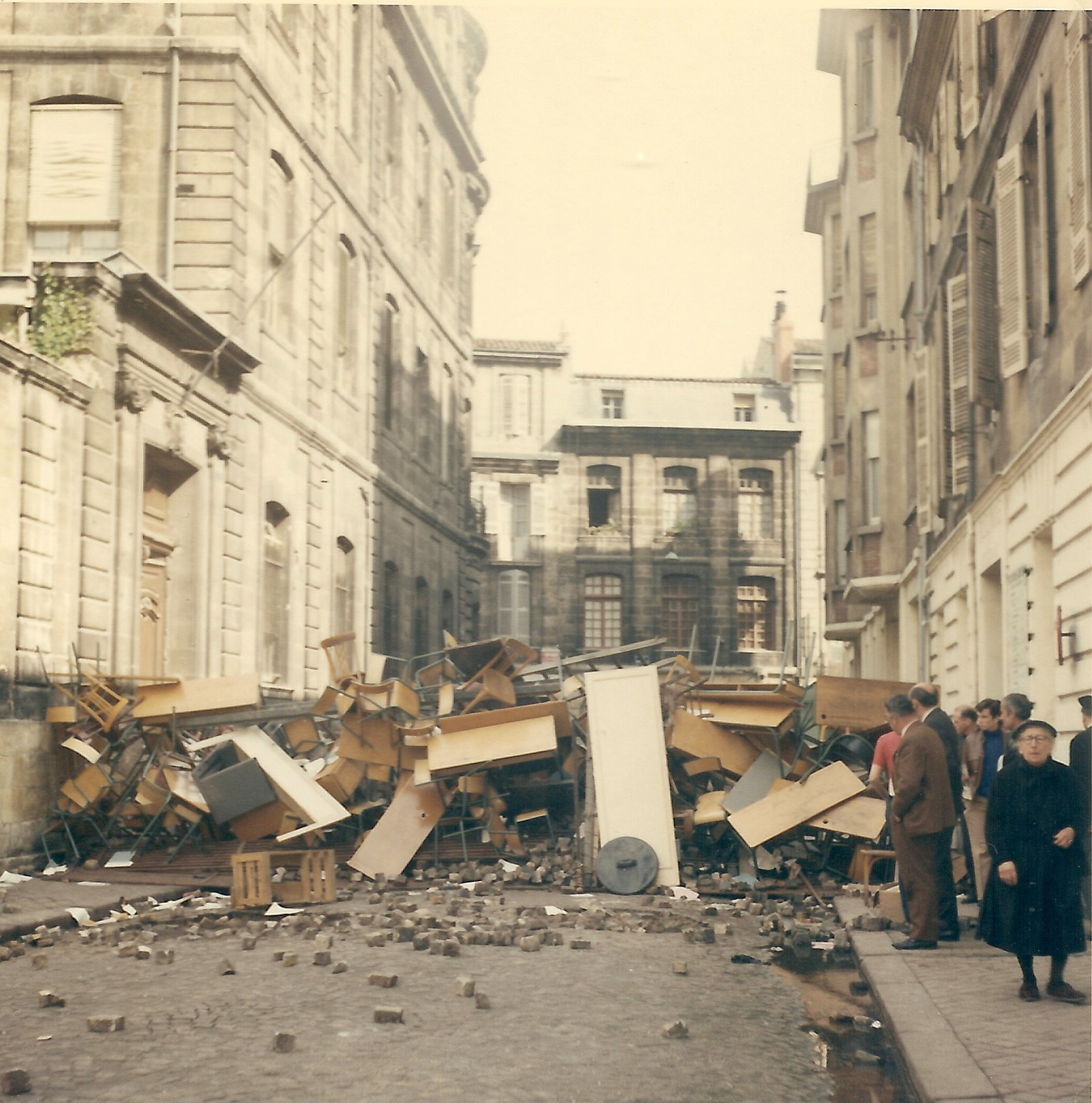
Barrikaten in Bordeaux

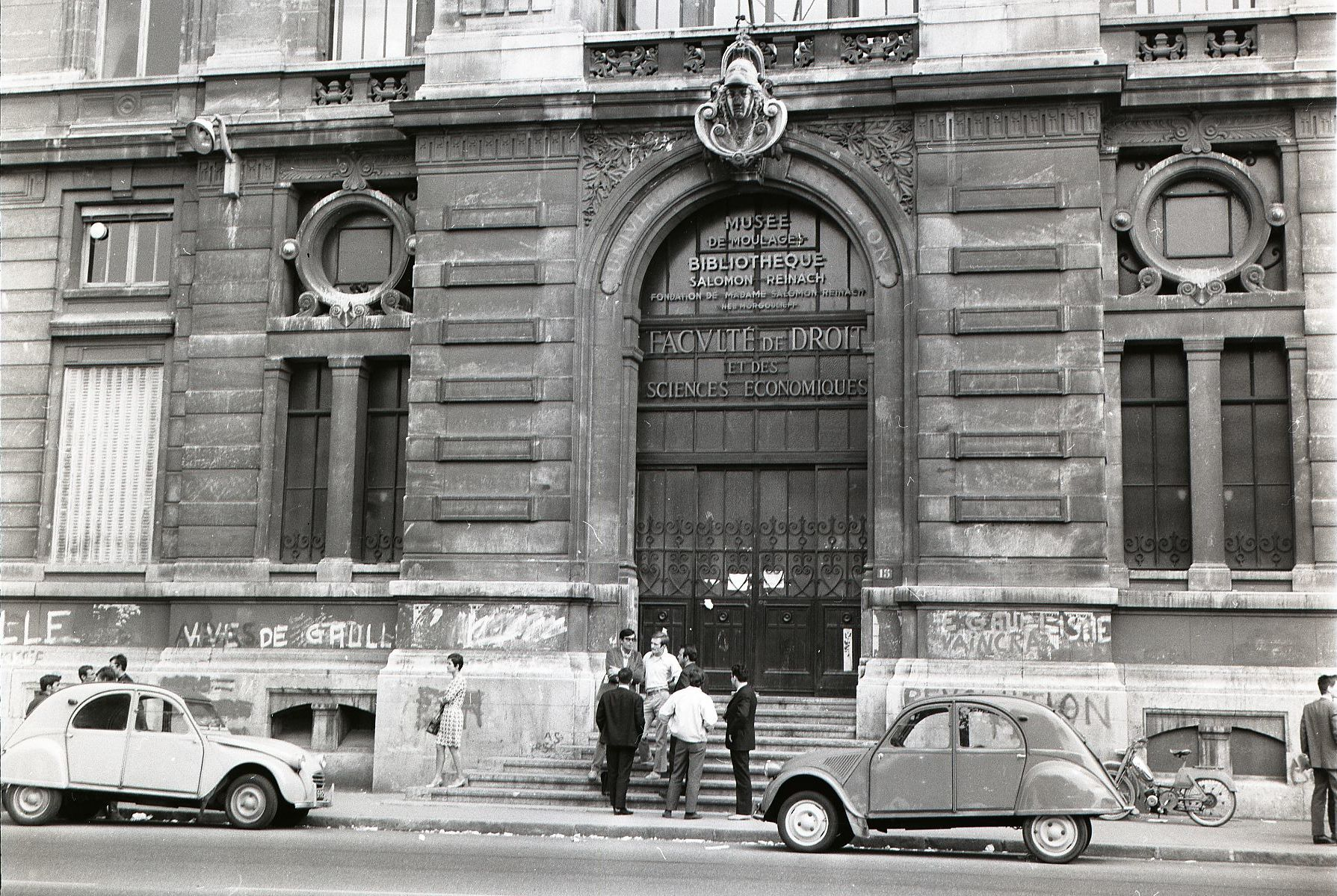
Graffiti an der Universität von Lyon

Im Mai 1968 in Frankreich (auch Pariser Mai) kulminierte die 68er-Bewegung in Frankreich. Ging es anfänglich um die Verbesserungen der Studienbedingungen, wurden anschließend politische Forderungen zur Arbeitslosigkeit, zur Konsumgesellschaft (Kapitalismuskritik), zur Friedensbewegung (vor allem gegen den Vietnamkrieg, zum Prager Frühling, Internationale Solidarität) und zur Demokratisierung der Gesellschaft erhoben.
Die Unruhen, die nach Studentenprotesten im Mai 1968 zunächst durch die Räumung einer Fakultät der Pariser Universität Sorbonne ausgelöst wurden, führten zu einem wochenlangen Generalstreik, der das ganze Land lahmlegte. Langfristig zog diese Revolte kulturelle, politische und ökonomische Reformen in Frankreich nach sich.

## Vorbedingungen

### Beginn der Proteste in Frankreich
1967/68 fanden politische Studentenproteste auch in Deutschland, den USA, Italien, der Tschechoslowakei, Polen, Japan, Mexiko, der Schweiz und weiteren Ländern statt, erreichten allerdings nirgendwo das Ausmaß der Geschehnisse in Frankreich:
Das Frankreich der 1958 begründeten Fünften Republik hatte in den 1960er Jahren eine konservative Regierung unter Staatspräsident Charles de Gaulle und Premier Georges Pompidou.
Bereits im November des Jahres 1967 verlangten mehrere politisch aktive Studentengruppen eine Verbesserung der Studienbedingungen, oder kritisierten anderweitig den Gaullismus, den französischen Konservativismus, was in der Administration jedoch ohne Gehör blieb.
So hatte es in Nantes mit der Besetzung des Justizpalastes und in Jussieu nahe Lyon bereits mehrere Aktionen und Demonstrationen von Studenten gegeben.
In der in Nanterre, einer Trabantenstadt westlich von Paris, gelegenen Universität kam es zu größeren Protesten von Studenten gegen auf dem Campus anwesende Polizisten in Zivil. Im Januar 1968 wurden diese von Studenten fotografiert, und ihre Porträts wurden als Schilder bei Demonstrationen getragen. Vorlesungen der Soziologie wurden gestört. Am 14. Februar besetzten die sog. Enragés (Wütenden) in Nanterre die Studentenheime.
Ebenfalls im Februar demonstrierten Filmschaffende wiederholt auf dem Trocadéro unter der Leitung von François Truffaut gegen die von Kulturminister André Malraux veranlasste Absetzung Henri Langlois’ als Leiter der Cinémathèque française. International setzte sich u. a. Charles Chaplin für Langlois ein. Doch die Regierung blieb unnachgiebig. Unter den 5000 Demonstranten befanden sich prominente Künstler und Intellektuelle wie François Truffaut, Jean-Paul Sartre, Jean-Luc Godard, Jean-Pierre Léaud und Claude Jade, dennoch prügelten Hundertschaften von Polizisten auf die Beteiligten ein.
Im März streikten Arbeiter der Garnier-Werke in Redon. Der Streik griff auf die ganze Stadt über.
In Nanterre gründete eine Gruppe von 142 linken Studenten verschiedener politischer Herkunft an der philosophischen Fakultät die radikale „Bewegung 22. März“. Zunächst wurde das Verwaltungsgebäude besetzt, um hochschulpolitische Ziele, aber auch die Aufhebung der Geschlechtertrennung in den Studentenheimen durchzusetzen. Führende Sprecher dieser Gruppe waren u. a. Daniel Bensaïd und Daniel Cohn-Bendit, der in den folgenden Monaten und Ereignissen auch als „Dany le Rouge“ in der Presse häufig als Redner zitiert wurde. Sein erster öffentlich bekannt gewordener Auftritt fand bei einer Schwimmbadeinweihung in Nanterre am 8. Januar 1968 statt, als er den anwesenden Sport- und Jugendminister François Missoffe öffentlich u. a. dafür kritisierte, sich nicht für die sexuellen Schwierigkeiten der Jugend zu interessieren.
Die Universität von Nanterre wurde aufgrund der fortgesetzten Unruhen von den Behörden am 2. Mai geschlossen.

### Motive und kultureller Hintergrund des Protests
Die wirtschaftliche Lage in Frankreich begann sich gerade, zum ersten Mal seit dem Krieg, zu verschlechtern, die Arbeitslosigkeit nahm zu. Viele Protestaktionen richteten sich gegen den autoritären Geist der konservativen Gesellschaft, gegen den nach Meinung vieler Studenten und Intellektueller um sich greifenden Materialismus der Wohlstandsgesellschaft und gegen die sich ausbreitende Technokratie. Neben konkreten Zielen, wie Verbesserung der Studienbedingungen und Demokratisierung der Hochschulen sowie der Gesellschaft, standen auch unterschiedliche Forderungen nach einer anderen Gesellschaft. Das Ende der 1960er Jahre war dabei nicht nur in Frankreich eine Zeit des Umbruchs.
- Die freizügige Kultur der Hippie-Bewegung war erst kurze Zeit zuvor aus den USA nach Europa gekommen, vermittelt z. B. durch Musik und Mode, und beeinflusste dort die Jugendkultur. Es wurde nun auch in Frankreich immer mehr über die Sexuelle Revolution, über Freie Liebe und Selbstverwirklichung diskutiert. Häufig entstand ein Generationenkonflikt kultureller Art mit den Eltern im historisch vom Katholizismus geprägten Frankreich, in dem Verhütungsmittel bis 1967 verboten waren.
- Der Protest gegen den Vietnamkrieg politisierte um 1968 Studenten in der ganzen Welt. Allerdings hatte auch das Frankreich de Gaulles allgemein eine gegenüber den USA auf Eigenständigkeit bedachte bis skeptische Haltung eingenommen.
- Das Attentat auf Rudi Dutschke in West-Berlin stieß auch in Frankreich auf große Empörung. Daniel Cohn-Bendit lud einige Wochen später den SDS-Vorsitzenden Karl Dietrich Wolff nach Nanterre ein.

#### Die Linke in Frankreich vor 1968
In Frankreich war die Linke traditionell stark.
- Es existierte allerdings noch keine große sozialistische Partei, die sozialistische Bewegung war in mehrere kleinere Parteien und Gruppen gespalten.
- Kleinere marxistische und neomarxistische Strömungen waren in Frankreich zahlreich vertreten, etwa Trotzkisten, Maoisten, Leninisten oder Operaisten.
- Die in der Bevölkerung weitaus populärere Kommunistische Partei Frankreichs (KPF) und die angeschlossene größte Gewerkschaft Confédération générale du travail (CGT) waren daran interessiert, im Sinne pragmatischer Realpolitik Lohnerhöhungen durchzusetzen und ansonsten im Kalten Krieg stabile Verhältnisse zu bewahren und ihre Führungsrolle in der Arbeiterschaft zu behalten. Während des Zweiten Weltkriegs hatten französische Kommunisten in der Résistance gegen die deutschen Besatzer mitgekämpft. Stalin wurde von ihnen als einer der Befreier vom Faschismus traditionell nicht hinterfragt, sondern verteidigt, auch als der Stalinismus in den 1960ern im politischen Moskau bereits kritisch diskutiert wurde.

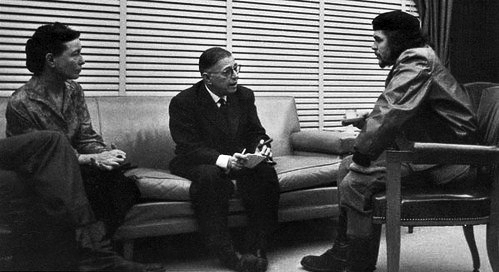
Simone de Beauvoir, Jean-Paul Sartre und Che Guevara (v. l.), Kuba 1960

- Die einflussreichsten Intellektuellen der Zeit (neben Sartre etwa Maurice Merleau-Ponty, Simone de Beauvoir, Roland Barthes, Claude Lévi-Strauss oder Henri Lefebvre) standen zum Teil der KPF nahe. Sie argumentierten in der Tradition des Existentialismus und Humanismus oder des Strukturalismus.
- Daneben gab es bis 1967 die Gruppe/Zeitschrift Socialisme ou barbarie um den Intellektuellen und libertären Sozialisten Cornelius Castoriadis, der marxistische Denkrichtungen radikal kritisierte.
- Diverse Anarchisten und anarchosyndikalistische Gewerkschaften (Confédération nationale du travail, CNT) waren an den klassischen anarchistischen Theorien orientiert und lehnten entsprechend jeden Führungsanspruch anderer linker Organisationen ab.
- Die Situationistische Internationale war eine kleine kulturrevolutionäre Gruppe um Guy Debord.

#### Die Studentenbewegung
Hauptsächlich wurde von den meisten Studenten zunächst gegen das veraltete und erstarrte Bildungssystem protestiert.
- Seit den 1950ern hatte sich die Anzahl der Studenten mehr als verdreifacht, ohne dass darauf von staatlicher Seite angemessen reagiert worden war. Eine notwendige Reform und Modernisierung der Universitäten und ihre Anpassung an die neuen Anforderungen des Wirtschaftssystems wurde von den meisten Studenten und Experten bereits diskutiert.
- 1966 hatten Situationisten in Straßburg eine Fundamentalkritik an der Gesellschaft und dem Bildungssystem geäußert und damit den eher ökonomisch grundierten Reformbestrebungen der Universität eine Absage erteilt. Ihr Pamphlet Über das Elend im Studentenmilieu hatte zu einem lokalen Skandal geführt, der ihren Thesen dann zu noch mehr Popularität unter Studenten verholfen hatte. Die Bewegung 22. März stand in Kontakt mit ihnen.
- 1967 waren Bücher wie Der eindimensionale Mensch von Herbert Marcuse (Kritische Theorie), oder das Handbuch der Lebenskunst für die jungen Generationen von Raoul Vaneigem und Die Gesellschaft des Spektakels von Guy Debord (beides Situationisten) in Frankreich erschienen. Sie fanden einige Resonanz unter politisch interessierten Studenten. In der französischen Presse wurden einige dieser Bücher später für die Unruhen mit verantwortlich gemacht. Man las in linken Studentenkreisen neben verschiedenen Klassikern, wie Marx oder Bakunin, auch Autoren wie Wilhelm Reich (Freudomarxismus) oder Charles Fourier (Frühsozialismus).

Die Studentenbewegung in Frankreich war somit auch von politischen Fragen bestimmt, auf die man bei den vorherrschenden Ideologien verschiedener Richtungen, gerade auch bei der traditionellen Linken, keine Antworten mehr fand.

„In jenen Tagen setzt sich die Studentenbewegung in Gang. Ihr Verlauf ähnelt, symbolisch betrachtet, sogleich einer von Kämpfen verwüsteten Straße. Die Bewegung führt mitten durch ideologische Trümmer. Jenes verbrannte Autowrack? Es ähnelt dem offiziellen Marxismus, hat jedoch nichts mehr von seinem feinen Putz. Der Ramsch dort? Unkenntlich gewordene Strukturen; was haben die Studenten vom gängigen Strukturalismus übernommen? Daß allein die reine Gewalt diese berühmten Strukturen brechen kann, die ihnen als Objekte reiner Wissenschaft hingestellt werden. Der Humanismus? Er macht lachen. Die Technokratie? Die Fäuste ballen sich. Die Studenten haben sich gegen die Ideologien gekehrt, und darin liegt mit ein Sinn ihrer in Frage stellenden Herausforderung.“

Aus einem Flugblatt, das in Nanterre zu dieser Zeit verteilt wurde:

„Die Ideen verbessern sich. Die Bedeutung der Worte nimmt daran teil. Alles, was diskutierbar ist, muss diskutiert werden. Das Blau wird solange grau bleiben, wie es nicht wieder erfunden ist. Weitersagen! Genossen, es ist an euch, zu spielen.“

## Mai 1968

### Radikalisierung des Protestes und der Gegenmaßnahmen

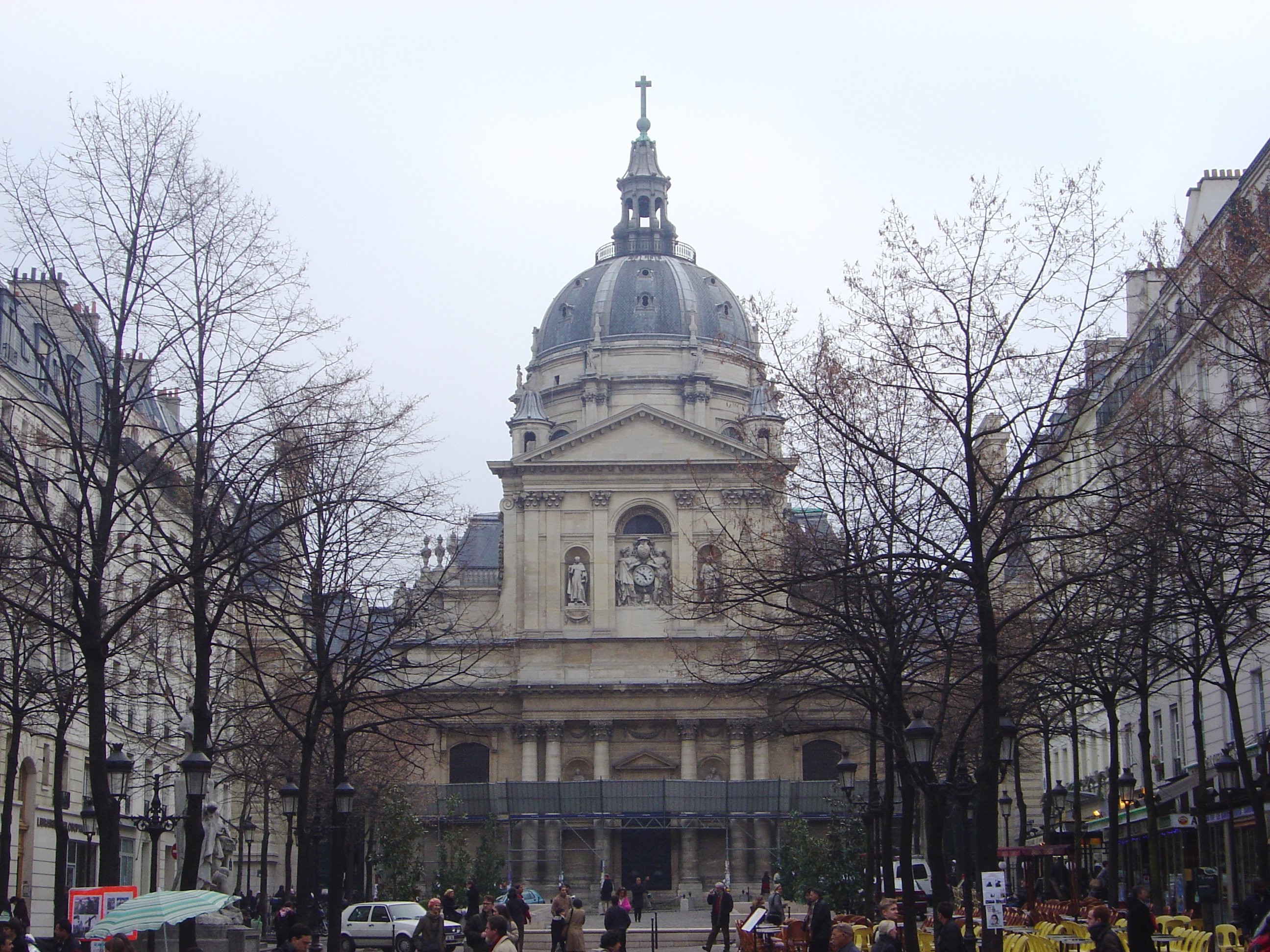
Eingang der Sorbonne

Am 3. Mai 1968 besetzten politisch linksstehende Studenten der Sorbonne die Räume der Universität, nachdem eine Versammlung in der Universität verboten worden war. Dort sollte gegen die Schließung der Universität von Nanterre am Morgen desselben Tages protestiert werden. Wegen der Gefahr, dass es zu gewaltsamen Ausschreitungen mit rechtsstehenden Studenten der Gruppe „Occident“ kommen könnte, ließen die Pariser Behörden die Gebäude am Nachmittag durch die Polizei räumen. Die Polizei setzte Tränengas ein, 500 Studenten wurden festgenommen und abtransportiert. Andere Studenten protestierten dagegen. Daraufhin begannen heftige Unruhen im Quartier Latin.
Einige Tausend Demonstranten lieferten sich Straßenschlachten mit der zunehmend überforderten Polizei. Weitere 600 Personen wurden festgenommen.
Am 4. Mai wurde die Sorbonne geschlossen. Als Reaktion riefen die Gewerkschaft der Universitäten und die Studentengewerkschaft am 5. Mai zu einem Hochschulstreik auf. Die KPF distanzierte sich von diesen Protesten.
Am 6. Mai kam es wieder zu Demonstrationen, die sich am Abend zuspitzten. Die Forderungen waren: Öffnung der Universität von Nanterre, Abzug der Polizei aus der Sorbonne und Freilassung der inhaftierten Studenten.
Nachdem dies abgelehnt worden war, begannen mehr als 10.000 Demonstranten, Barrikaden zu errichten. Autos wurden umgeworfen, Pflastersteine aus den Straßen gebrochen und aufgetürmt. Beteiligt waren neben den Studenten zunehmend auch junge Arbeitslose, Schüler, Rocker und Arbeiter, Einwanderer, zumeist Männer, aber auch zahlreiche Frauen. Die Medien versuchten anfangs vergeblich, Sprecher der Bewegung für Interviews zu gewinnen.
Die Demonstrationen und Krawalle gingen in den folgenden Tagen weiter. Behörden und Polizei reagierten repressiv. Obwohl auch Autos der Anwohner in Flammen aufgingen, reagierten diese oft solidarisch und versorgten Demonstranten mit Nahrung oder boten Fluchtmöglichkeiten.

### Die Barrikaden
Am 10. Mai, einem Freitag, wurden bis zum Abend 60 Barrikaden im gesamten Gebiet zwischen dem Boulevard St. Michel, der Rue Claude Bernard, der Rue Mouffetard und dem Panthéon errichtet, vor allem entlang der Rue Gay-Lussac. In der Nacht vom 10. auf den 11. Mai, um 2 Uhr, begann die Bereitschaftspolizei CRS das Gebiet zu räumen (Nacht der Barrikaden). Es gab dabei Hunderte Verletzte und 500 Festnahmen. Die Schlagzeilen der Zeitungen und die Radio- und Fernsehsendungen am nächsten Tag waren von den Ereignissen bestimmt.
Es folgte eine Welle der Solidarisierung mit den Pariser Studenten erst in ganz Frankreich, kurz darauf in ganz Europa.
Am Samstag solidarisierte sich auch die Arbeiterbewegung mit den Studenten. Die französischen Gewerkschaften – außer der kommunistischen CGT, die die Ereignisse als eine von rechten Kreisen gesteuerte Aktion bewertete – kündigten (am Samstag) Kundgebungen am Montag an. Für diesen Tag, den 13. Mai, wurde auch zu einem eintägigen Generalstreik aus Protest gegen das harte Vorgehen der Polizei aufgerufen.
Die Empörung der Bevölkerung richtete sich weniger gegen die Sachbeschädigungen und Proteste, sondern eher gegen die gewaltsame Reaktion von Behörden und Polizei mit zahlreichen schwer verletzten Demonstranten. Überdies heizten Gerüchte über Tote die Empörung noch zusätzlich an.

### Die Wende

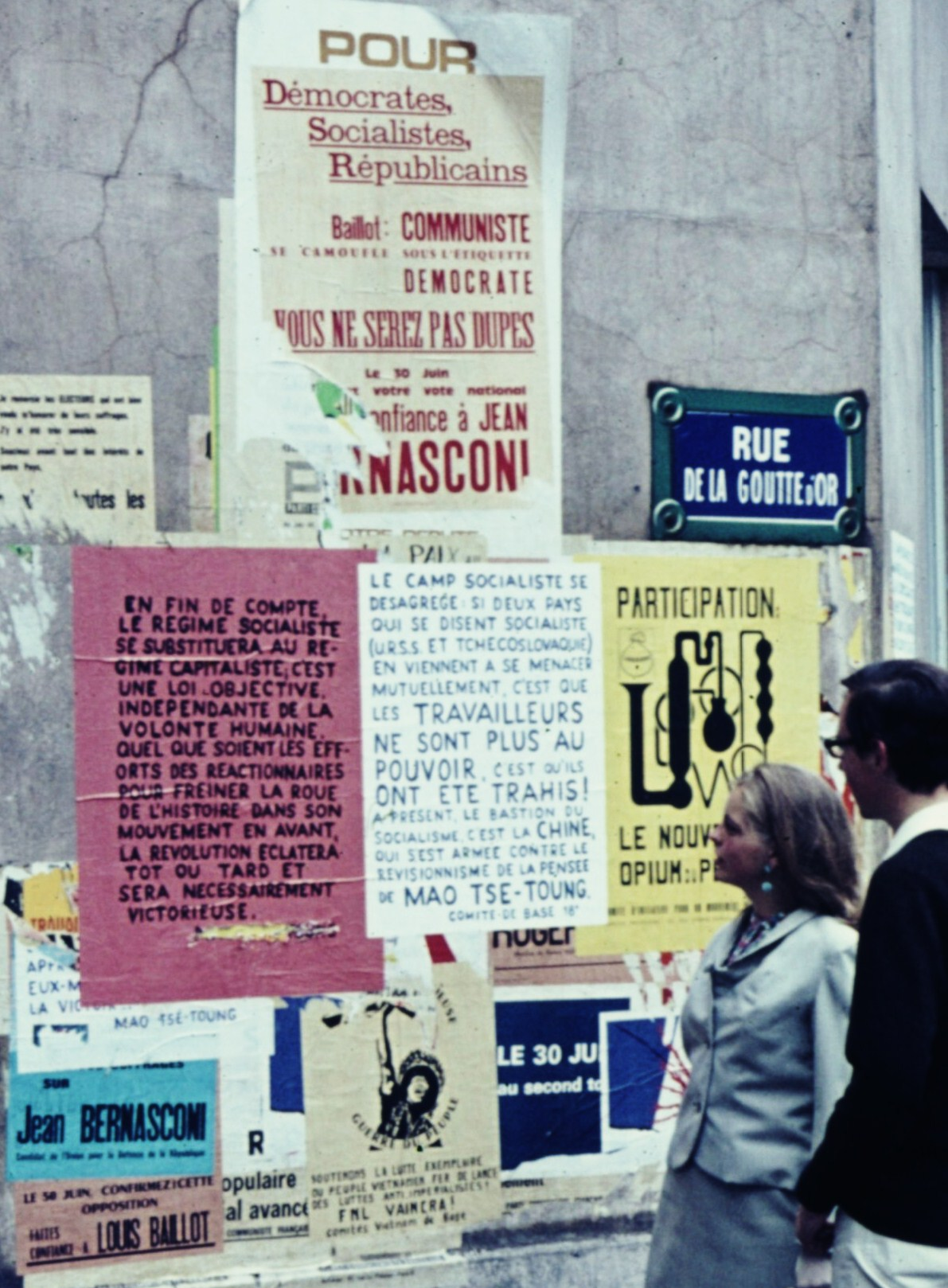
Wandsprüche des Mai 1968 in Paris

Premierminister Pompidou, der wegen der Proteste seine Afghanistan-Reise am 11. Mai abbrach, kündigte am Dienstag ein Amnestiegesetz für alle verhafteten und verurteilten Studenten an. Er machte schon am Samstag Kompromissvorschläge und ließ die Polizei abziehen. Die inmitten des Barrikadengebiets liegende Sorbonne wurde am Montag nun wieder besetzt, die Teilnehmer des gewerkschaftlichen Protestes wurden von den Studenten dorthin eingeladen. An der angekündigten Demonstration der Gewerkschaften beteiligten sich viele Studenten und insgesamt nahezu eine Million Menschen. Die Parole war Solidarität von Arbeitern und Studenten.
Seit geraumer Zeit wurden bereits existentialistische und politische Parolen in ganz Paris an Wände gesprüht und gemalt. Bei den Philosophen hieß es situationsbezogen: „Ici spectacle de la contestation. Contestons le spectacle“ – „Hier ist der Ort der Infragestellung. Stellen wir jetzt das Schauspiel in Frage“.
Die Sorbonne war übersät von Wandsprüchen:
- „Die Fantasie an die Macht“
- „Traum ist Wirklichkeit“ (Le rêve est réalité)
- „Gewerkschaften sind Bordelle“
- „Die Macht den Arbeiterräten“
- „Vive la Commune!“
- „Die Werbung manipuliert Dich“
- „Examen = Hierarchie“ (Examen = servilité, promotion sociale, société hiérarchisée)
- „Es lebe Heraklit, nieder mit Parmenides!“
- „Nieder mit der Konsumgesellschaft“
- „Lauf, Genosse, die alte Welt ist hinter dir her“
- „Nieder mit dem Summarischen, es lebe die kurzlebige, marxistisch-pessimistische Jugend“
- „Kunst existiert nicht, Kunst bist du“
- „Miß deine angestaute Wut und schäme dich“
- „Unter dem Pflaster liegt der Strand“ (Sous les pavés la plage)
- „Es ist verboten zu verbieten“ (Il est interdit d’interdire).

An vielen Stellen hingen handgeschriebene Zettel oder gedruckte Wandzeitungen und Plakate anarchistischer, situationistischer, maoistischer oder trotzkistischer Gruppen, auf denen neueste Nachrichten diskutiert und unterschiedliche politische Forderungen gestellt wurden.
In der besetzten Sorbonne, wie auch auf den Straßen, versammelten sich immer wieder größere Gruppen von Menschen, um Neuigkeiten auszutauschen, über Politik zu diskutieren und die Lage zu erörtern. In der Sorbonne wurden bei Beschlüssen und Diskussionen Ansätze direkter Demokratie praktiziert.
Maurice Brinton, Sozialist und ein Zeuge der Ereignisse, notierte in seinem Bericht Diskussionsthemen, die in der Sorbonne auf einer Tafel standen:
- „Organisation des Kampfes“
- „Politische und gewerkschaftliche Rechte in der Universität“
- „Universitätskrise oder Krise der Gesellschaft“
- „Bericht über politische Unterdrückung“
- „Selbstverwaltung“
- „Keine Auslese mehr“
- „Unterrichtsmethoden“
- „Examen“
- „Sexuelle Unterdrückung“
- die „Kolonialfrage“
- „Ideologie und Mystifikation“.

„Wirkliche Ereignisse bestimmten die Themen und stellten sicher, daß der größte Teil der Diskussion wirklichkeitsnah blieb.“

### Verwirrung bei der traditionellen Linken
Weitere Fakultäten und Hochschulen wurden am Dienstag, dem 14. Mai, besetzt, etwa die Akademie der Künste in Nanterre, das Konservatorium für dramatische Kunst und die medizinische Fakultät, aber auch Kinos, Theater, Gymnasien, Bahnhöfe und so weiter. Schwarze (Anarchismus) und rote (Sozialismus) Fahnen wehten auf den besetzten Gebäuden und bei Demonstrationen. Einige Studenten der Sorbonne schickten Telegramme an die Politbüros in Peking und Moskau, in denen sie drohten, die dortigen „Bürokraten“ zu stürzen. Viele solidarisierten sich mit dem Prager Frühling und mit Studentenprotesten in Polen.
Die linken Parteien und Organisationen reagierten zunächst zurückhaltend, versuchten dann aber zunehmend Einfluss auf den Verlauf der Geschehnisse zu nehmen und die Proteste in geordnete Bahnen zu leiten. So fuhren Lautsprecherwagen der CGT durch die Straßen und gaben den Protestierenden Anweisungen für das weitere Vorgehen. Sie wurden jedoch überwiegend ignoriert. Der PCF begann zögernd, sich mit den Studenten zu solidarisieren, bezeichnete sie aber weiterhin als Abenteurer oder Anarchisten. Bei Demonstrationen versuchten Ordner der CGT immer wieder, Studenten und gewerkschaftlich organisierte Arbeiter zu trennen.
Die Studenten erklärten die Sorbonne zu einer für jedermann zugänglichen Volksuniversität. Um die 400 Aktionskomitees entstanden in Paris. An der Sorbonne gab es u. a. die Aktionskomitees der Fußballer, der nordafrikanischen Arbeiter, das „Komitee Arbeiter – Studenten“, das „Komitee der Werbefachleute“, das Komitee „Wütende – Situationisten“ und den „Rat zur Aufrechterhaltung der Besetzungen“.
Auch in Nantes, Bordeaux und weiteren Städten kam es nunmehr zu Besetzungen.

### Radikale und Pragmatiker
In den Diskussionen an der Sorbonne vertrat eine Mehrheit zunächst eher pragmatische Forderungen, eine Minderheit aber diskutierte immer mehr gesellschaftliche Angelegenheiten und stellte sie infrage. Der an der Sorbonne-Besetzung beteiligte Situationist René Viénet beschrieb einige der Kontroversen: „So wurde der Vorschlag bezüglich der Plünderer eher mit Buhrufen bedacht als mit Zustimmung. Der Angriff auf die Professoren schockierte. Die erste offene Denunzierung der Stalinisten erstaunte.“
Vertreter dieser Strömung wurden dann allerdings von der Mehrheit in das sog. „Besetzungskomitee“ gewählt, das spontane neue „Exekutivorgan“ (Vienet) der Sorbonne-Vollversammlung. Es bildeten sich verschiedene Arbeitsgruppen.

„Sämtliche Universitätsgebäude schwirren vor Aktivität, beherrscht von einem Minimum an sichtbarer Organisation und einem Maximum an strategischer Intelligenz und Taktik.“

Ein Demonstrationszug zog zu den Renault-Werken. Am Werkszaun standen sich Arbeiter und Studenten gegenüber und diskutierten. An der besetzten Fakultät für Literatur in Paris-Censier wurden von Arbeitern gemeinsam mit dem „Komitee Arbeiter – Studenten“ Flugblätter verfasst, nachdem die Literaturstudenten zuvor Kontakt zu den Betrieben aufgenommen hatten:

„Wir weigern uns, eine erniedrigende ‚Modernisierung‘ zu akzeptieren, die bedeutet, daß wir ständig bewacht werden und uns Bedingungen unterwerfen müssen, die für unsere Gesundheit, unser Nervensystem schädlich sind und die eine Beleidigung unserer Existenz als Menschen darstellen … Wir weigern uns, unsere Forderungen noch länger vertrauensvoll in die Hände professioneller Gewerkschaftsführer zu legen. Wir müssen wie die Studenten unsere Angelegenheiten in unsere eigenen Hände nehmen.“

„Wenn wir wollen, daß unsere Lohnerhöhungen und unsere Forderungen hinsichtlich der Arbeitsbedingungen Erfolg haben, wenn wir nicht wollen, daß sie ständig bedroht sind, dann müssen wir jetzt für eine grundlegende Veränderung in der Gesellschaft kämpfen … Als Arbeiter sollten wir selbst danach streben, den Gang unserer Unternehmen zu kontrollieren. Unsere Forderungen sind denen der Studenten ähnlich. Die Verwaltung der Industrie und die der Universität sollten von denen, die dort arbeiten, auf demokratischem Weg sichergestellt werden.“

### Die Arbeiter beginnen zu streiken

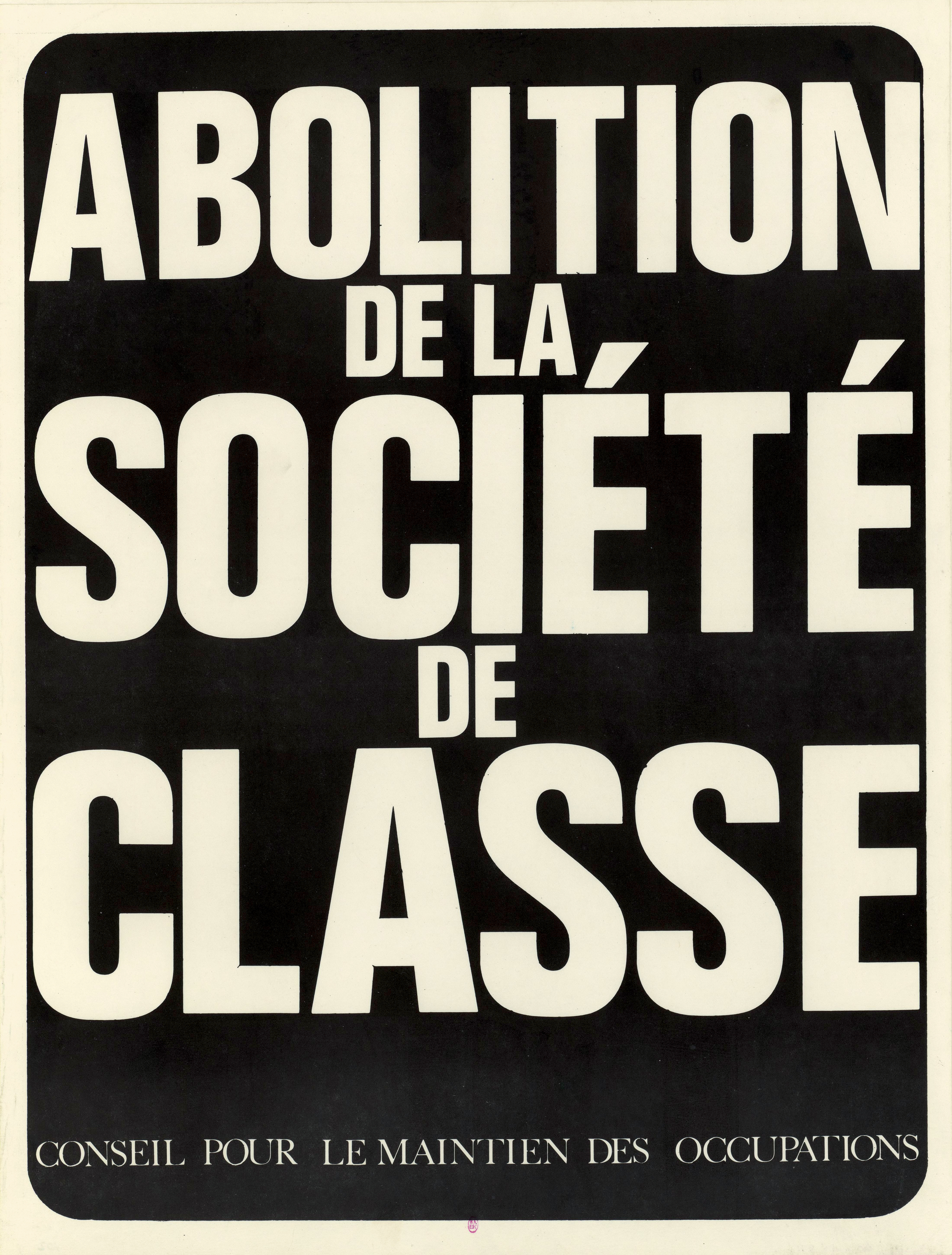
Plakat der Situationistischen Internationale. Der Text lautet: „Abschaffung der Klassengesellschaft“

Am Dienstagabend, dem 14. Mai, begannen die Arbeiter der Flugzeugfabrik Aviation-Sud in Nantes einen Sitzstreik. Studenten kamen zu den Streikposten, um ihre Solidarität zu demonstrieren. Am 15. Mai folgten die Arbeiter bei Renault-Cleon diesem Beispiel und schlossen dabei die Verwaltung in ihren Räumen ein. Ebenso streikten Arbeiter bei Lockheed in Beauvais und bei Unulec in Orléans. Am 15. Mai, Mittwochabend, besetzten ca. 200–300 Personen aus dem Theatermilieu das Pariser Odéon-Theater. Arbeiter der „Neuen Vertriebsgesellschaft der Pariser Presse“ traten einen Tag später in einen „wilden Streik“. Der Streik griff auf immer mehr Unternehmen über, erst in Paris, dann zunehmend auch in anderen Städten.

„Genossen, die Fabrik ‚Sud-Aviation‘ in Nantes ist seit zwei Tagen von den Arbeitern und den Studenten der Stadt besetzt; die Bewegung hat heute auf mehrere Fabriken übergegriffen (NMPP-Paris, Renault-Cleon, und so weiter). Daher ruft das Besetzungskomitee der Sorbonne zur sofortigen Besetzung aller Fabriken und zur Bildung von Arbeiterräten auf. Genossen, verteilt und vervielfältigt diesen Aufruf so schnell wie möglich.“

René Viénet berichtet von den „von jetzt an mit allen Mitteln zu verbreitenden Parolen“ des Besetzungskomitees vom 16. Mai:

„Besetzung der Fabriken, Alle Macht den Arbeiterräten, Abschaffung der Klassengesellschaft, Nieder mit der spektakulären Warengesellschaft, Abschaffung der Entfremdung, Ende der Universität“

Verbreitet werden sollen diese Parolen durch

„Flugblätter, Vorlesungen über Mikrophon, Comics, Lieder, Wandmalereien, Sprechblasen in den Gemälden der Sorbonne, Aufrufe in Kinos während der Filmvorführungen oder dadurch, daß man diese unterbricht, Sprechblasen auf den Plakaten in der Metro; bevor man Liebe macht, nachdem man Liebe gemacht hat, in den Aufzügen …“

Diese Aufrufe waren für die KPF und CGT ein Skandal. Die CGT ließ sofort in Fabriken Aushänge anbringen:

„Junge Arbeiter; revolutionäre Elemente versuchen, Zwiespalt in unseren Reihen zu säen, um uns zu schwächen. Diese Extremisten sind nur Handlanger der Bourgeoisie, die dafür sogar großzügig von den Unternehmen entlohnt werden.“

In der Sorbonne versuchten Funktionäre der Studentengewerkschaft UNEF, den Aufruf widerrufen zu lassen, und bemächtigten sich der Lautsprecheranlage. Die Vollversammlung versank im Chaos, und das Besetzungskomitee verließ am Freitagabend, dem 17. Mai, aus Protest die Sorbonne.

### Weitere Streiks sowie ökonomische und politische Forderungen
Am Donnerstag, dem 16. Mai, waren 50 Unternehmen besetzt, am nächsten Tag streikten 200.000 Arbeiter. Fast die gesamte Metall- und Chemieindustrie war betroffen. Am Samstag breiteten sich Streiks und Fabrikbesetzungen rapide aus; an ihnen beteiligten sich etwa 2 Millionen Menschen. Frankreich erlebte den ersten „wilden Generalstreik“ der Geschichte; er zog sich fast einen Monat hin. De Gaulle kehrt am 18. Mai vorzeitig aus Rumänien zurück.
Am Montag (20. Mai) forderte die Opposition den Rücktritt der Regierung und Neuwahlen. Der Antrag wurde am Mittwoch abgelehnt. De Gaulle kündigte am Freitag (24. Mai) eine Volksabstimmung an, die ihm Vollmachten verleihen soll, bestimmte Reformen in Universität und Wirtschaft durchzuführen. Für den Fall einer Niederlage bot er seinen Rücktritt an.

„Wir Fußballer, Angehörige verschiedener Clubs der Pariser Region, haben beschlossen, heute den Sitz der französischen Fußballföderation zu besetzen. Wie die Arbeiter die Fabriken besetzen. Wie die Studenten ihre Fakultäten besetzen. Warum? Um den 600.000 französischen Fußballern und ihren Millionen Freunden das zurückzugeben, was ihnen gehört: Den Fußball, den die Bonzen ihnen abgenommen haben, um ihren eigennützigen Interessen als Profitschöpfer des Sports zu dienen …“

„Mietstreik, Wechselstreik, Steuerstreik, Besetzung leerer Wohnungen …“

Während die CGT höhere Löhne forderte, wurden unter den Streikenden auch Forderungen nach dem Rücktritt der Regierung laut.

„Wir, die Arbeiter der Geschäfte der FNAC, sind in den Streik getreten, nicht zur Befriedigung unserer spezifischen Forderungen, sondern um an der Bewegung teilzunehmen, die gegenwärtig 10 Millionen Hand- und Kopfarbeiter mobilisiert. […] Wir nehmen an dieser Bewegung teil, […] um die ganze Führung des Landes und alle Strukturen der Gesellschaft wieder in Frage zu stellen …“

„Wissen Sie, daß Millionen Frauen weniger bekommen, als ihnen von Rechts wegen zusteht? Akzeptieren Sie das? Alles kann sich in diesem Land ändern, wenn wir uns alle weigern, dumm und ergeben die Ungerechtigkeiten und den Unsinn einer bereits bankrotten Politik zu akzeptieren.“

Die gemäßigteren Forderungen der Streikenden waren ansonsten u. a. Lohnerhöhungen, 40-Stunden-Woche, Sozialversicherung, „Pensionsberechtigungen“ und eine „freie Universität“.
Es kam bereits zu Engpässen in der Treibstoffversorgung. Die Infrastruktur des Landes war auch sonst weitgehend lahmgelegt.
Die Regierung, aber auch die CGT, setzte sich immer wieder für eine Beendigung der Streiks ein. Am 24. Mai kündigte Charles de Gaulle die Erfüllung der von den Studenten geforderten Reformen im Bildungswesen an, und Lohnerhöhungen für die streikenden Arbeiter und Angestellten. Am 25. Mai forderten Gaullisten und KPF, Demonstrationen übergangsweise zu verbieten. Am 27. Mai wurde ein Vertreter der CGT (Georges Séguy) ausgepfiffen, als er bei Renault-Billancourt das sog. „Abkommen von Grenelle“ vorlegte, das zwischen Regierung, Unternehmerverbänden und Gewerkschaften ausgehandelt worden war. Obwohl der Mindestlohn um 35 % angehoben werden sollte und die anderen Löhne um 7 % steigen sollten, setzten die Arbeiter ihre Streiks fort.
Gleichzeitig hielt François Mitterrand am 27. Mai im Pariser Charlety-Stadion vor Anhängern der sozialistischen Parteien eine impulsive Rede, in der er ankündigte, er sei bereit für die Regierungsübernahme.
Von der CGT wurde nun eine so genannte „Volksregierung“ gefordert. Am 29. Mai organisierte sie eine Kundgebung, an der mehrere Hunderttausend Menschen teilnahmen, die Slogans wie „Adieu, de Gaulle!“ riefen.

### De Gaulle und das Ende der Unruhen
De Gaulle flog am 29. Mai, einem Mittwoch, unter Geheimhaltung mit einem Helikopter nach Baden-Baden zum Oberkommandierenden der Französischen Streitkräfte in Deutschland, General Jacques Massu. Mit an Bord war seine Frau Yvonne. Es gab Irritationen und es hieß, er sei geflohen. Jacques Patin, einem ehemaligen Mitarbeiter zufolge, soll de Gaulle zu Vertrauten gesagt haben: „Ich werde die Scheinwerfer auf mich lenken! Die tun ja so, als gäbe es mich nicht mehr! Denen werde ich es schon zeigen!“ Nachdem er sich in Deutschland der Unterstützung des Militärs versichert hatte, hielt er am nächsten Tag (30. Mai) eine Radio-Ansprache, in der er Neuwahlen für den 23. Juni ankündigte. De Gaulle betonte, dass er der legitime Inhaber der Staatsmacht sei. Er warnte vor „Subversion“ und einer Weiterführung der Streiks, die zwangsläufig der KPF zugutekommen würden:

„Diese Macht, die sich den Sieg zunutze machen wird, ist die des totalitären Kommunismus.“

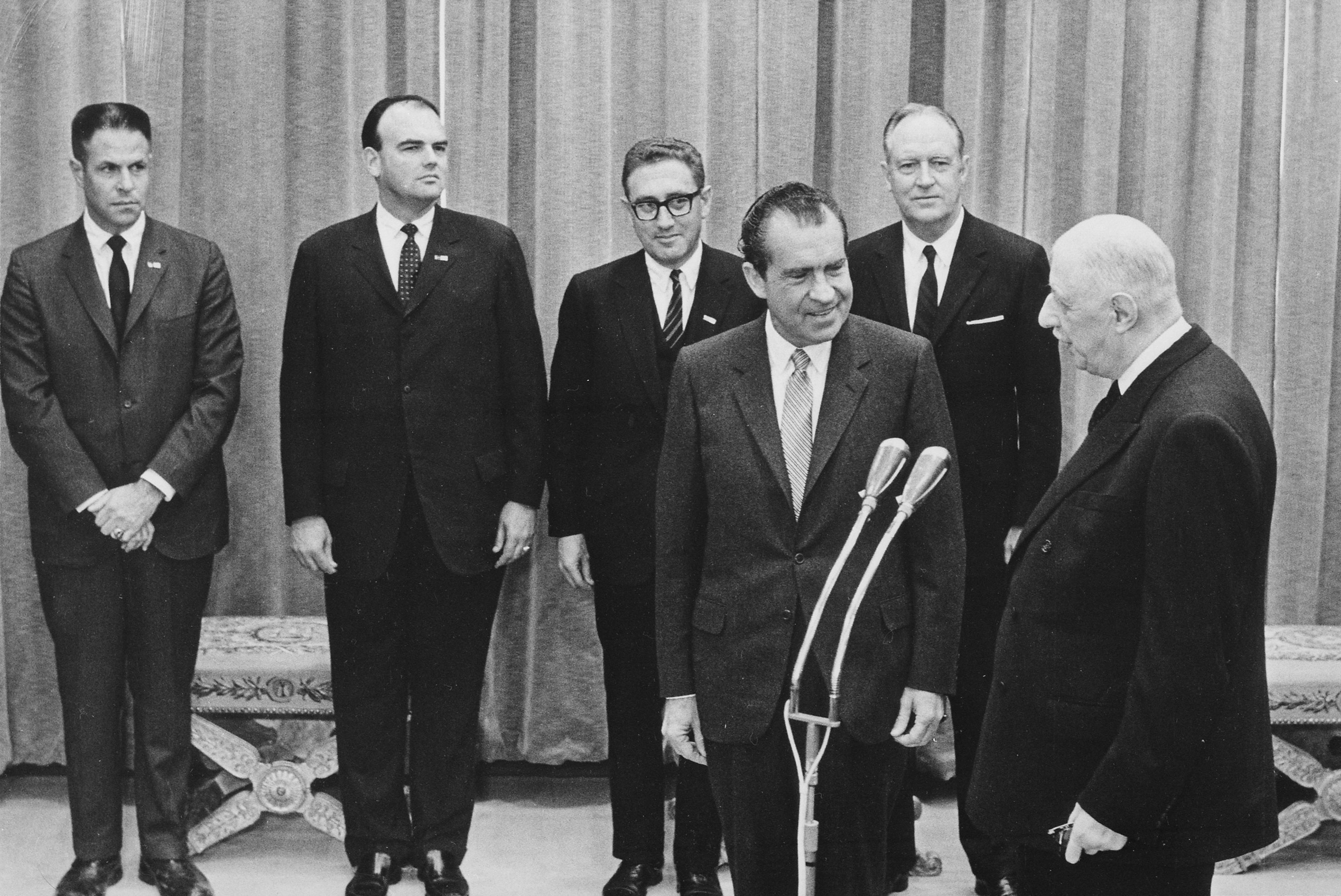
De Gaulle 1969 mit Richard Nixon und dessen Kabinett

Er forderte die Arbeiter auf, zur Arbeit zurückzukehren, und drohte mit der Verhängung des Ausnahmezustands.
Am 30. Mai gab es einen Marsch von mehreren Hunderttausend (die genaue Zahl ist umstritten) konservativen Gegnern der Unruhen, angeführt von André Malraux und Michel Debré, vom Place de la Concorde zum Place de l’Étoile.

„Heute morgen rief mich jemand an und fragte: ‚Was glaubst du, wird passieren, gibt es einen Bürgerkrieg?‘ Ich sagte, ich wüßte es nicht, und ich weiß es tatsächlich nicht. Alles hängt jetzt von den Arbeitern ab. Die Sonne scheint, die Bäume sind grün, die Straßencafes voll, jeder Gedanke an Krieg oder Gewalt ist absurd, es ist unglaublich. Heute morgen sah ich jedoch, wie Steine auf das Dach des Odeon gehievt wurden. Und ich habe diese Fotos mit den Panzern gesehen.“

Hiernach beendeten viele Streikende ihre Betriebsbesetzungen und begannen wieder zu arbeiten. Auch die Gewerkschaften riefen zum Ende der Streiks auf. Einige Betriebe wurden von der Polizei geräumt. Am 18. Juni war der Streik dann mit der Wiederaufnahme der Arbeit bei Renault vollständig beendet. Ab Juni kam es zu verschärfter staatlicher Repression gegenüber der radikalen Linken.

„All unsere Aktivitäten haben im Dienst des Volkes gestanden. Ich bekräftige, daß es vor allem die ruhige und entschlossene Haltung der Kommunistischen Partei war, die ein blutiges Abenteuer in unserem Land verhinderte.“

## Auswirkungen
Die französische Politik, die ebenso wie Soziologen und Journalisten von den Ereignissen überrascht wurde, reagierte erst, als in den meisten französischen Universitätsstädten fast bürgerkriegsähnliche Zustände herrschten. De Gaulle hatte die „Erledigung“ der Ereignisse zunächst dem damaligen Premierminister Georges Pompidou überlassen. Im Nachhinein wurden von der Regierung zum Teil Verschwörungstheorien über den Einfluss von Agenten der DDR oder anderer Staaten hinter den Geschehnissen entwickelt.
Bei den Neuwahlen erreichten die regierenden Gaullisten mit 358 von 487 Sitzen eine noch größere Mehrheit, während sich bei Meinungsumfragen zugleich eine eher kritische Haltung gegenüber Präsident de Gaulle zeigte.

„Wir werden alles tun, um die Franzosen miteinander, und die jungen Leute mit der Republik zu versöhnen. Wenn jedoch erneut versucht werden sollte, Unordnung herbeizuführen, werden wir verpflichtet sein, die Ordnung aufrechtzuerhalten.“

Georges Pompidou wurde im Juli 1968 durch Couve de Murville abgelöst. 1969 trat Charles de Gaulle zurück, nachdem ein von ihm vorgeschlagenes Referendum von der Bevölkerung abgelehnt worden war. Er starb 1970, was als Ende einer Ära gesehen wurde. Die Konservativen regierten Frankreich aber noch mehr als zehn Jahre. Pompidou löste de Gaulle ab und blieb bis zu seinem Tod 1974 Präsident. Die Gaullisten wandelten sich zu den Neogaullisten (RPR) und gingen schließlich mit anderen Parteien in der Partei UMP auf.
Die KPF verlor nach den Mai-Unruhen unter den französischen Arbeitern bei Wahlen langfristig an Bedeutung, dafür etablierte sich die radikale Linke niedrig, aber dauerhaft (Ligue communiste révolutionnaire). Mit der Einigung verschiedener sozialistischer Strömungen begann der Aufstieg der Parti socialiste; 1981 kam sie dann schließlich an die Regierung. Wie in anderen Ländern gründete sich in den 1970ern in Frankreich eine grüne Partei (Les Verts), allerdings weniger erfolgreich als etwa in Deutschland. In den späteren 1970ern entstand die linksextreme Terror-Organisation Action Directe (AD), die mit der deutschen RAF vergleichbar war.
Infolge des Mai 1968 kam es aber auch, ähnlich wie in anderen Ländern, zu kulturellen, sozialen und politischen Reformen in Frankreich, und ein neuer Stil hielt in der Gesellschaft Einzug. Einige Protagonisten des Mai 68 erlangten politische Ämter, andere lehrten später an Universitäten und versuchten einen Marsch durch die Institutionen. Die meisten Institutionen und Strukturen aber, etwa das Bildungssystem, überstanden den Mai 1968 weitgehend unverändert. Allerdings kam es 1969 zur Gründung des Centre universitaire expérimental de Vincennes, später als Universität Paris VIII geführt, in der die Mai-1968-Teilnehmer ihre Positionen weiter vertreten konnten.
Viele französische Universitäten, die bis dahin in oft jahrhundertealten Gebäuden in den Innenstädten residiert hatten, wurden in der Folge der Unruhen gezwungen, in weit abgelegene Vororte umzuziehen. Staatliche Stellen sahen die Studenten und somit ihre Institution Universität pauschal als potentielle Unruhestifter an. Sie sollten aus den unübersichtlichen, „sensiblen“ Stadtzentren verschwinden. So zog beispielsweise fast die gesamte Universität Bordeaux 1968 von Bordeaux in den verschlafenen Vorort Talence.

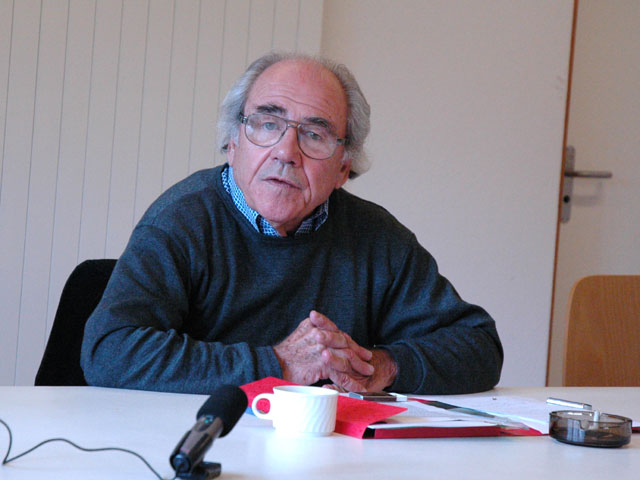
Jean Baudrillard 2004

Die französischen Philosophen Gilles Deleuze und Jean Baudrillard unterrichteten beide 1968 französische Studenten und verfolgten ihre Diskussionen, Baudrillard sogar in Nanterre. Ihre spätere Philosophie belegt, dass sie von diesen Ereignissen geprägt wurden, wie der Poststrukturalismus insgesamt.
Auch der Anthropologe Marshall Sahlins war in Paris Zeuge der Mai-Unruhen.
Die Ereignisse im Mai 1968 werden auch in Filmen wie Jean-Luc Godards Tout Va Bien (1972, dt. „Alles in Butter“), Milou en Mai von Louis Malle (1990) oder Bernardo Bertoluccis Die Träumer (2003) dargestellt oder verarbeitet.

## Einschätzungen: Zitate

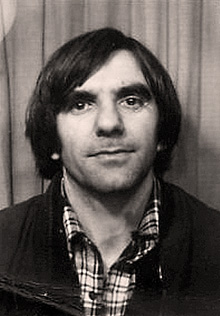
Dutschke redete beim Vietnamkongress, 17. und 18. Februar, Berlin

„Aus einer Unzahl unterschiedlichster Faktoren entstand eine ganz beträchtliche Gesellschaftskrise, deren Wirkungen schon ab 1960 deutlich in Erscheinung traten. Dazu zählt neben vielen anderen Aspekten auch die ‚Permissivität‘, die die jungen Menschen zunehmend genossen, während gleichzeitig die Familie in ihren Grundfesten erschüttert wurde und sich die ‚sexuelle Revolution‘ ausbreitete. Der Vater, aber auch die Mutter unterlagen dem mit der Konsumgesellschaft einhergehenden Wettbewerb und sahen sich durch die wachsende Beunruhigung über ihre Lage und die Sicherheit ihres Arbeitsplatzes veranlasst, ihre Autorität und erzieherische Rolle aufzugeben. […] Die Kinder fühlten sich nicht mehr wohl in ihrer Haut und lehnten sich gegen die ungewisse Zukunft auf.“

„Es geschieht hier, es geschieht in New York, in Berlin, in Belgrad. Es ist nichts, was man beiseite schieben oder bequem abstreifen könnte.

Es ist eine Anklage gegen die Universität als Instrument einer sich selbst zersetzenden Gesellschaft – und auf dem Weg über die Universität gegen das gesamte kompromittierte Gemeinwesen …

Wie es ausgeht, läßt sich absolut nicht abschätzen, aber so, wie es war, kann es nie wieder werden.“

„Der erste Eindruck war, als ob sich plötzlich ein riesiger Deckel hob, als ob plötzlich bisher zurückgehaltene Gedanken und Träume in das Reich des Wirklichen und Möglichen übertragen wurden. Indem sie ihre Umgebung verändern, verändern sich die Leute auch selbst. Leute, die es niemals gewagt haben, etwas zu sagen, bekamen plötzlich das Gefühl, daß ihre Gedanken das Wichtigste auf der Welt seien – und redeten auch so. Die Schüchternen wurden mitteilsam. Die Hoffnungslosen und Vereinsamten entdeckten plötzlich, daß gemeinsame Macht in ihren Händen lag. Die traditionell Apathischen erfuhren plötzlich, wie stark sie an der Sache beteiligt waren. Eine ungeheure Woge von Gemeinschaft und Zusammenhalt ergriff diejenigen, die sich selbst zuvor nur als vereinzelte und machtlose Marionetten angesehen hatten, die von Institutionen beherrscht wurden, die sie weder kontrollieren noch verstehen konnten. Die Leute machten sich jetzt ganz einfach daran, ohne jede Spur von Befangenheit miteinander zu reden. Dieser Zustand der Euphorie dauerte die ganzen vierzehn Tage an, in denen ich dort weilte. Eine Inschrift, die auf eine Mauer gemalt worden war, bringt das wohl am besten zum Ausdruck: ‚Schon zehn Tage Glück‘.“

„Mir scheint, die Kinder des nächsten Jahrhunderts werden das Jahr 1968 mal so lernen wie wir das Jahr 1848.“

„Der Mai ’68 war eine Demonstration, eine Eruption, eines Entstehens in seiner reinen Form… Die einzige Hoffnung des Menschen liegt in einem revolutionären Entstehen: das ist der einzige Weg, um ihre Scham abzulegen, oder auf das zu reagieren, was nicht tolerierbar ist.“

„Als ihr euch gestern in Valle Giula geprügelt habt/ mit den Polizisten/ hielt ich es mit den Polizisten!“

„Der Mai 68 hat eigentlich nirgends viel bewirkt. Die Bewegung war symbolisch sehr wichtig, sie hat die Gehirne verändert, also die Denkweisen und Wahrnehmungen etwa von Hierarchien, Autorität, dem Verhältnis zwischen den Geschlechtern – aber in der Wirklichkeit, und besonders im Schulsystem, hat sie nicht viel erreicht. Ich weiß noch, daß ich 68 von Fakultät zu Fakultät ging und sagte: ich bin mit Euch einverstanden, aber Achtung: es gibt nichts Schlimmeres als eine fehlgeschlagene Revolution! Denn die macht genauso viel Angst wie eine gelungene Revolution und ist doch nicht gelungen. Gegenwärtig sind wir nun tatsächlich in einer konservativen Revolution, meine ich, die zum Teil durch die Angst bestimmt ist, die viele Intellektuelle und andere im Mai 68 hatten, nicht nur in Europa, es war ja eine universelle Revolution von Berkeley bis Moskau.“

## Filme
- Patrick Rotman, 2008: 68, Dokumentation über das Jahr 1968 in Paris, 110 Min. (französisch)
- Kurzer Sommer - lange Wirkung. virtuelle Gesprächsrunde u. a. mit Daniel Cohn-Bendit, Gretchen Dutschke-Klotz, Beate Klarsfeld, Bahman Nirumand im Jahr 2008 bei bpb.de.

### Einordnungen
- Milou en mai. Zwischen Revolution und Modernisierungsschub. Die französische Presse resümiert den Mai 68 (Memento vom 29. Oktober 2008 im Internet Archive) In: Jungle World, Nr. 24/1998
- Historyguide: 1968: The year of the barricades (englisch)
- Daniel Cohn-Bendit vergleicht im Interview Mai 68 und März 2006. In: Tagesspiegel
- Bernhard Schmid: Wird es noch Mai? In: Jungle World, über eine Podiumsdiskussion französischer 68er und heutiger protestierender Studenten
- Norbert Frei: Ertrotzte Aufklärung. „Achtundsechzig“ als Nachgeschichte des Nationalsozialismus. In: Die Zeit, Nr. 6/2001. Über den Mai 68 in Deutschland
- Richard Barbrook: Die heiligen Narren. Die Politik des Mai ’68. (Memento vom 17. Dezember 2004 im Internet Archive) Auf Telepolis (Kritik an Deleuze, dessen Denken auf den Mai 68 zurückgeführt wird)

### Medien
- Jean-Claude Seine: 87 Fotos vom Mai 68 (französisch)
- Dokumentation: Proteste im Mai 68 (Video, YouTube)
- Vincennes - Die revolutionäre Uni, ein Bericht von ARTE, 96 min.